# ベン・サッチャー
ベンジャミン・デヴィッド・サッチャー（Benjamin David Thatcher, 1975年11月30日 - ）は、イングランドのスウィンドン出身の、ウェールズのサッカー選手。ポジションはディフェンダー。
U-21イングランド代表を経てウェールズ代表に招集されたという異色の経歴を持つプレーヤー。
元々は「未来のイングランド代表の左サイドバック候補」として育成されていたが、怪我を重ねたこともありA代表招集はならなかった。ところが2004年に「A代表招集されていなければ他国の代表に招集可能」という新ルールが制定され、これによりウェールズ代表に名を連ねた。

## 所属クラブ
- ミルウォールFC 1992-1996
- ウィンブルドンFC 1996-2000
- トッテナム・ホットスパーFC 2000-2003
- レスター・シティFC 2003-2004
- マンチェスター・シティFC 2004-2007
- チャールトン・アスレティックFC 2007-2008
- イプスウィッチ・タウンFC 2008-2010